# Mosonújfalu megállóhely
Mosonújfalu megállóhely (németül: Haltestelle Neudorf) egy burgenlandi vasúti megállóhely Mosonújfalu településen, melyet az Ostbahn üzemeltet.

## Vasútvonalak
Az állomást az alábbi vasútvonalak érintik:
- Pándorfalu–Pozsony-vasútvonal

## Kapcsolódó állomások
A vasútállomáshoz az alábbi állomások vannak a legközelebb:
- Lajtakáta vasútállomás
- Pándorfalu vasútállomás